# Albești-Paleologu, Prahova
Albești-Paleologu (mai vechi, Albeștii de Bârlezu și Albeștii Paleologului) este satul de reședință al comunei cu același nume din județul Prahova, Muntenia, România.
Așezarea este atestată documentar în 1525.